# كورتيس جي. أولسون
كورتيس جي. أولسون هو سياسي أمريكي، ولد في 26 مارس 1908، وتوفي في 15 أكتوبر 2004 في فالي سيتي في الولايات المتحدة. نشط حزبياً في North Dakota Republican Party ‏. وقد انتخب عضو مجلس نواب داكوتا الشمالية ‏.